# Gauri Gill

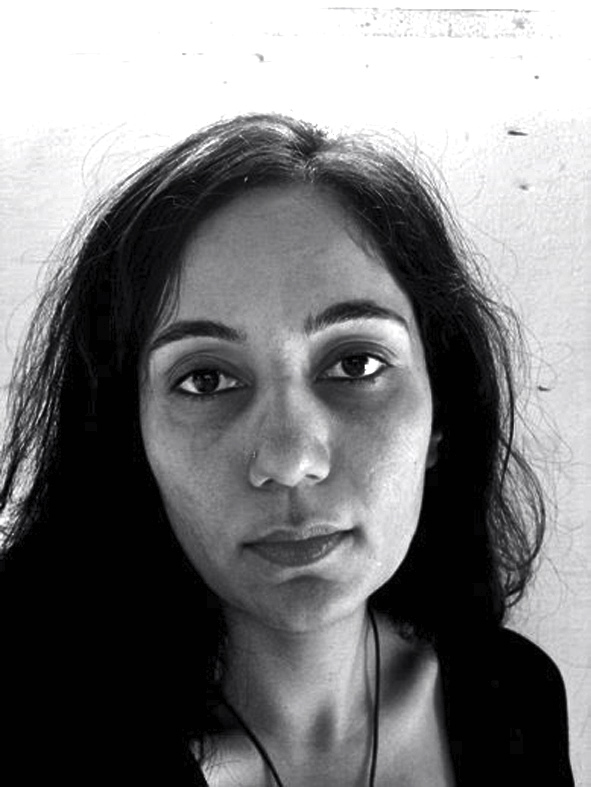
Gauri Gill (2007)

Gauri Gill (* 1970 in Chandigarh) ist eine indische Fotografin, die in Neu-Delhi lebt.

## Leben und Werk
Gauri Gill studierte zunächst bis zum Bachelor (1992) am College of Art in Neu-Delhi. Anschließend erlangte sie 1994 den Bachelor für Fotografie an der Parsons The New School for Design, New York und 2002 den Master für Fotografie an der Stanford University in Kalifornien. Sie lehrte an der American School in Neu-Delhi.
Anfangs arbeitete Gill als Fotojournalistin, bevor sie freie Fotografin wurde. Sie ist Schwarzweißfotografin und arbeitet vorwiegend mit Silbergelatineabzügen.
Sie fotografiert in der kargen Landschaft Rajasthans im westindischen Grenzgebiet. Zum Thema macht sie das Leben und die Erfahrungen ländlicher und migrantischer Gemeinschaften. Ihre Fotos erzählen ebenso von privaten Feiern wie von Verlust, familiären Konflikten, jahreszeitlich bedingter Not, Nomadentum und ländlicher Bildung. Bekannte Fotoserien sind „Notes from the Desert“ (1999–) und die, gemeinsam mit dem Warli Künstler Rajesh Vangad, erarbeitete Serie „Fields of Sight“ (2013–2016) von Gauri Gill.
Gill stellte in Indien, aber auch international aus. Zu nennen sind Ausstellungen im MoMA PS1, New York; auf der Documenta 14 in Athen und Kassel; der Kochi-Muziris Biennale; der 7. Moskau Biennale; in der Freer Gallery of Art, Washington; der Wiener Library, London; Art Gallery of Ontario, Toronto und der Whitechapel Art Gallery, London.
Zur Jahreswende 2022/2023 wurde in der Schirn Kunsthalle Frankfurt die Ausstellung Gauri Gill – Acts of Resistance and Repair gezeigt.
1995 gründete sie mit anderen Journalisten die politische Wochenzeitschrift Outlook Magazine.

## Auszeichnungen (Auswahl)
- 2001: Anita Squires Fowler Memorial Fund für Fotografie
- 2002: Fifty Crows Award, San Francisco
- 2011: Grange Prize, Toronto